# Gubkin
Gubkin (rusky Губкин) je město v Bělgorodské oblasti v Ruské federaci. Žije zde 86 299 obyvatel (2020).

## Poloha
Gubkin leží v oblasti Kurské magnetické anomálie na říčce Oskolci, přítoku Oskolu v povodí Severního Doňce. Od Bělgorodu, správního střediska oblasti, je vzdálen přibližně 100 kilometrů severovýchodně, a leží tak v severní části Bělgorodské oblasti nedaleko od hranice s Kurskou oblastí. Od Moskvy, hlavního města Ruské federace, je vzdálen přibližně 500 kilometrů jižně. Nejbližší větší město v okolí je Staryj Oskol ležící přibližně 19 kilometrů východně.

## Dějiny
Gubkin vzniklo v roce 1930 jako hornické sídlo na ložiscích železné rudy v Kurské magnetické anomálii. Pojmenován byl k poctě geologa Ivana Michajloviče Gubkina.
Městem je Gubkin od roku 1955.

### Rodáci
- Vadim (*1954), metropolita jaroslavský a rostovský

## Vzdělávání
Ve městě sídlí pobočka moskevské Lomonosovovy univerzity.

## Sport
V letech 1995 až 2013 působil ve městě fotbalový klub FK Gubkin, který hrál ruskou třetí nejvyšší soutěž.